# Valenza
Valenza (piemontesisch Valensa) ist eine italienische Gemeinde (comune) in der Provinz Alessandria, Region Piemont.
Zur Gemeinde gehören die Fraktionen Monte Valenza und Villabella.

## Lage und Einwohner
Valenza liegt rund 15 km nördlich von der Provinzhauptstadt Alessandria, auf einer Höhe von 125 m über dem Meeresspiegel am rechten Ufer des Po, an den Ausläufern der Hügel des Montferrat. Das Gemeindegebiet umfasst eine Fläche von 50,05 km² und hat 18.084 (Stand 31. Dezember 2023) Einwohner. Valenza hat einen Bahnhof an der Bahnstrecke Novara-Alessandria.
Die Nachbargemeinden sind Alessandria, Bassignana, Bozzole, Frascarolo, Giarole, Mirabello Monferrato, Pecetto di Valenza, Pomaro Monferrato, San Salvatore Monferrato, Suardi und Torre Beretti e Castellaro. Schutzpatron des Ortes ist San Massimo.

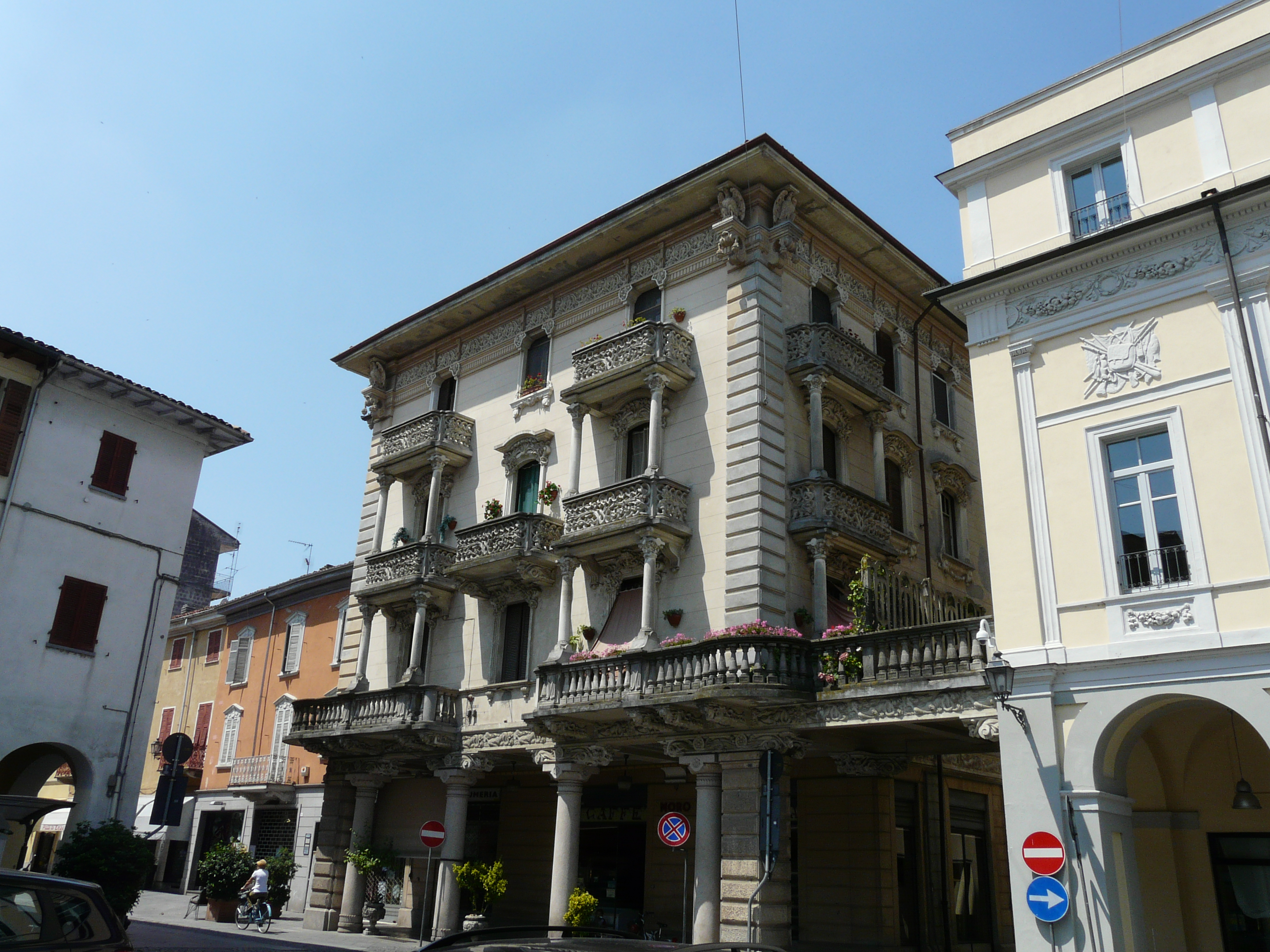
Palazzo auf der Piazza Duomo

## Geschichte

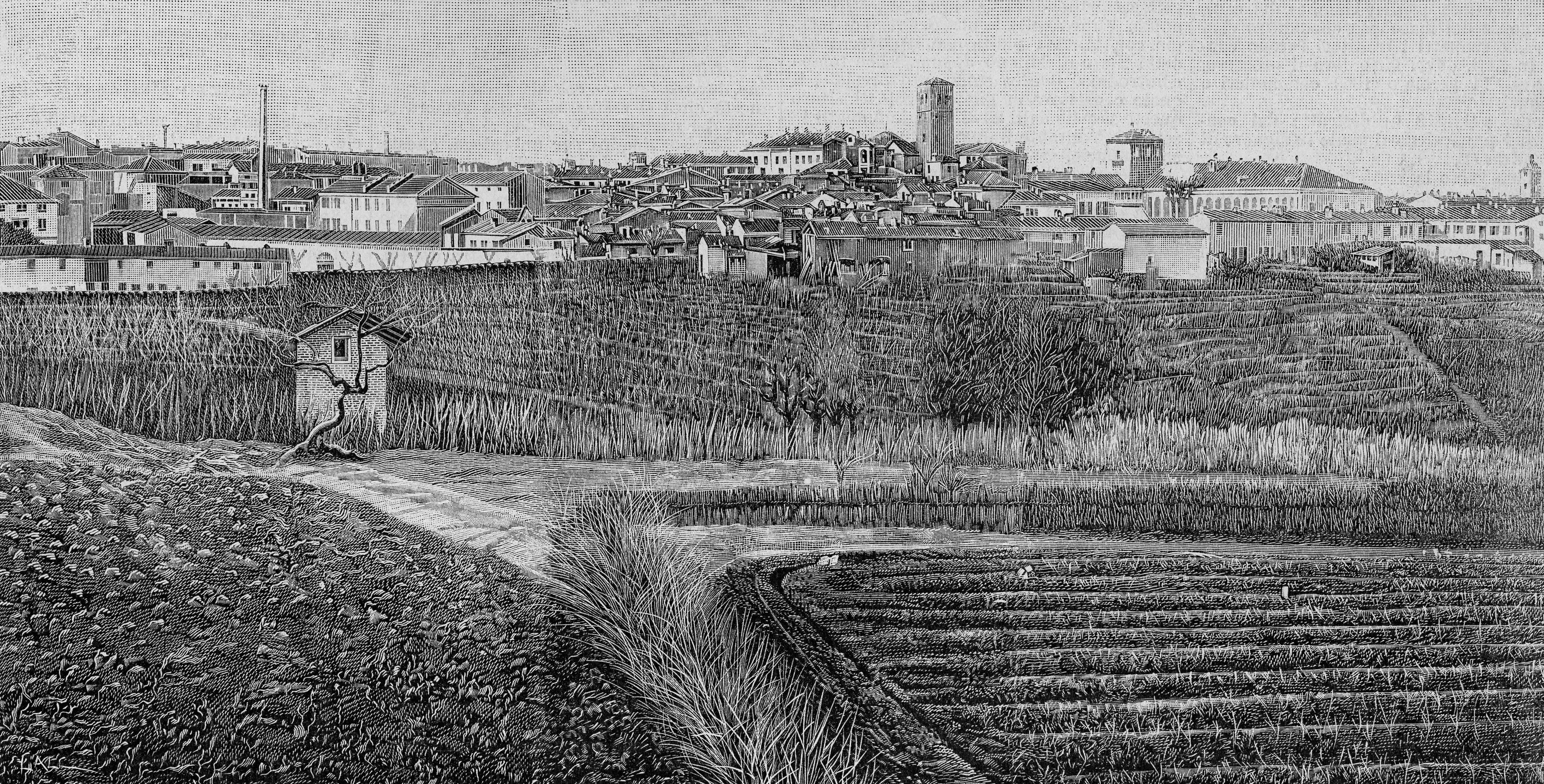
Blick auf Valenza 1901

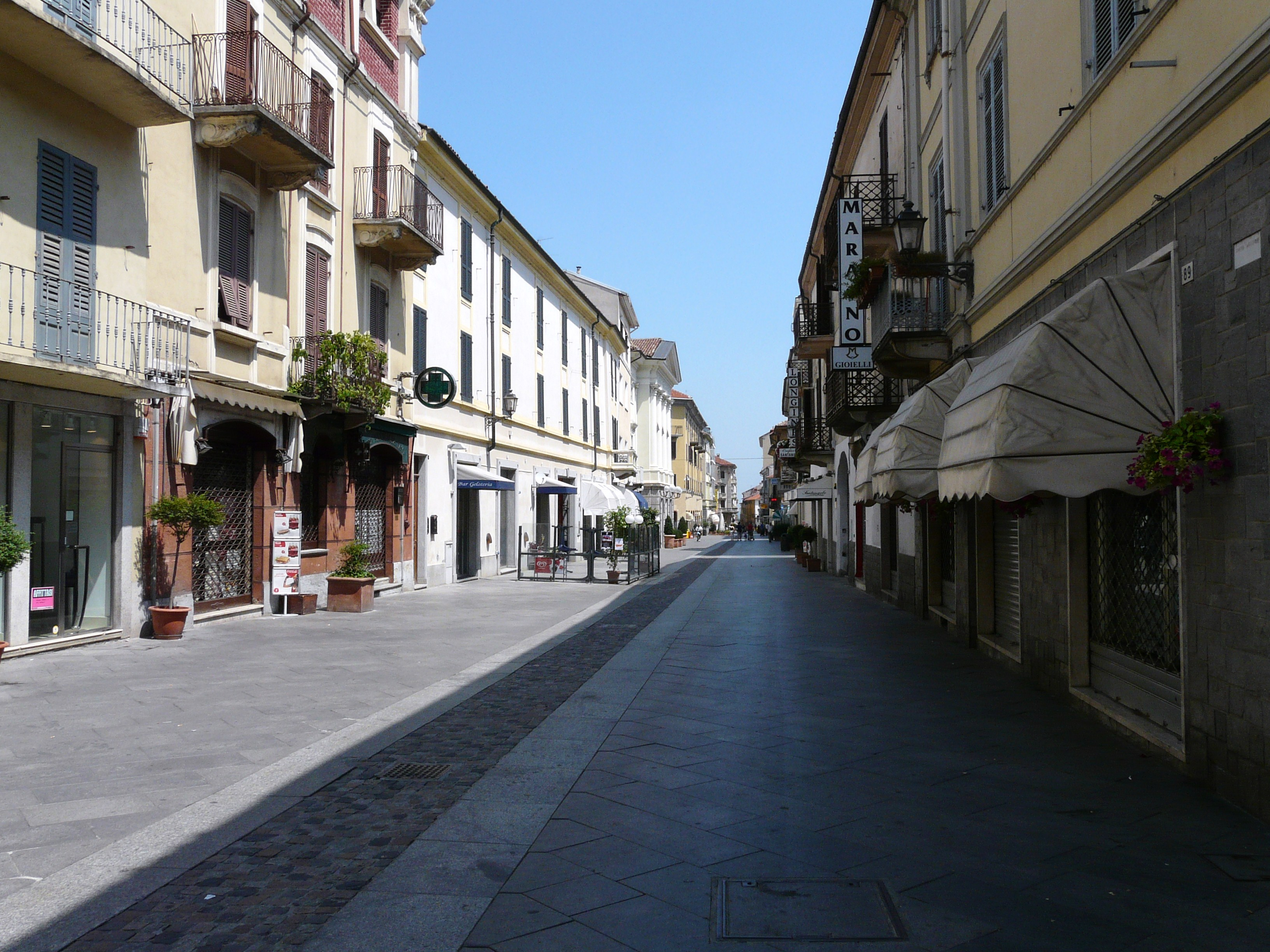
Corso Mazzini

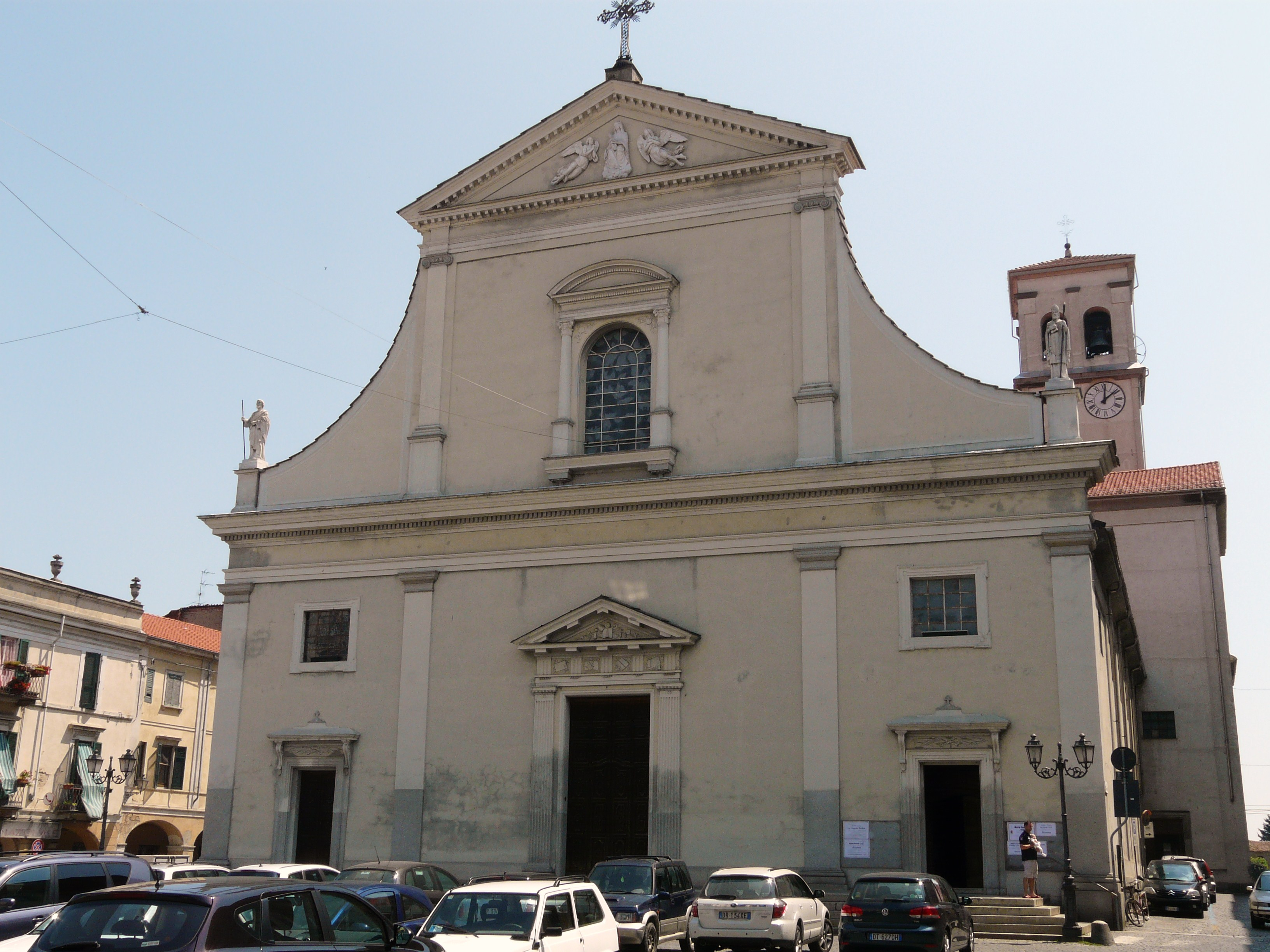
Die Kathedrale Santa Maria Maggiore

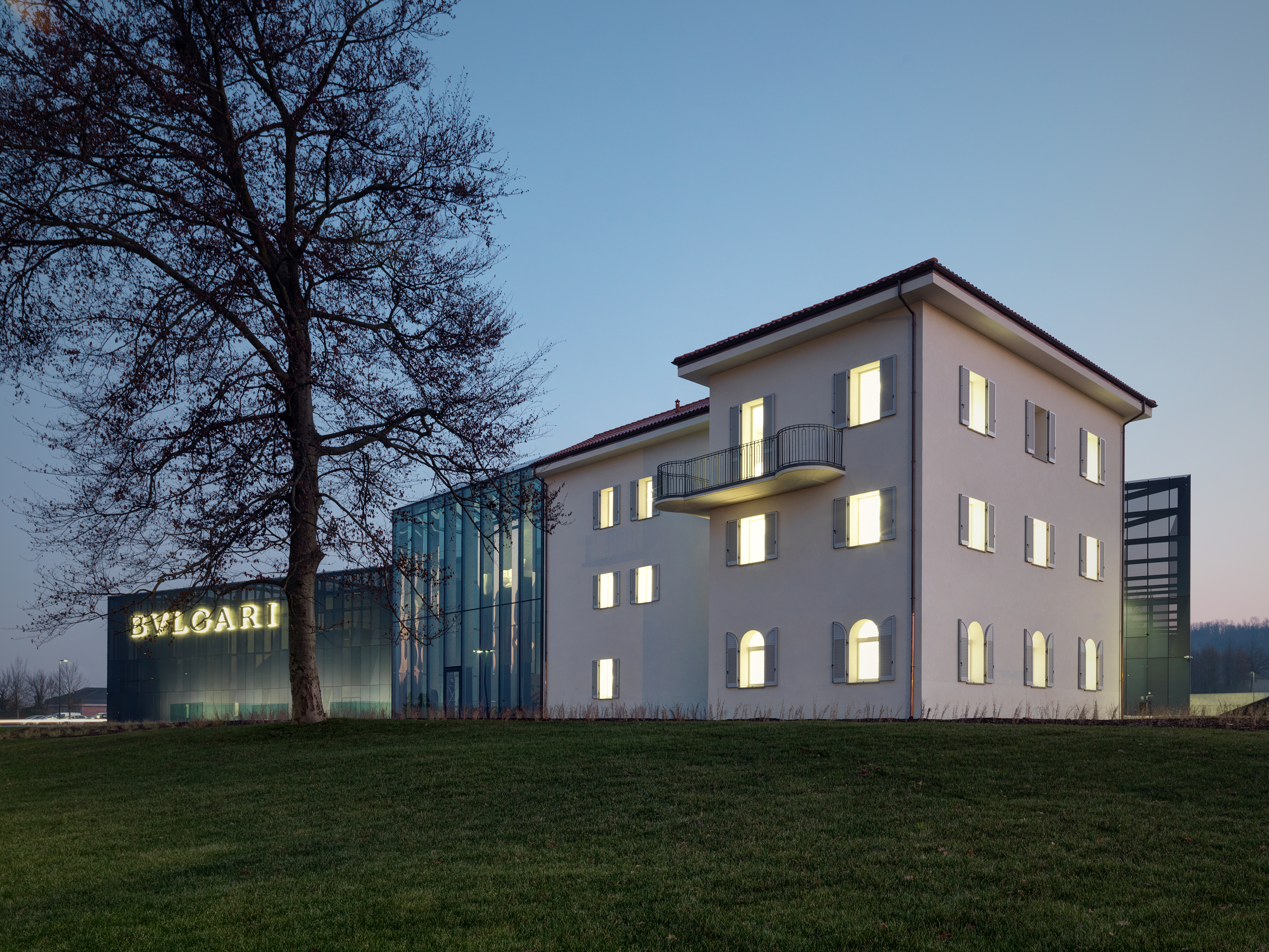
Bulgari-Manufaktur in Valenza

Der Ortsname ist seit 1172 mit den Formen Valencia und Valentina bezeugt. Sie wurde um das 10. Jahrhundert v. Chr. von ligurischen Stämmen erbaut und im 2. Jahrhundert v. Chr. von den Römern erobert. Sie wurde zu einem wichtigen Handelszentrum und zur ersten der dreizehn Garnisonen, in die die italienische Halbinsel aufgeteilt worden war.
Es kam zu wiederholten zu Invasionen, zuerst durch die Ostgoten des Theoderich, die es in den gotisch-byzantinischen Krieg verwickelten, dann durch die Burgunder und die Langobarden. Vom 8. bis 10. Jahrhundert stand es unter karolingischer Herrschaft. Später wurde es von Otto I. der Mark Monferrato zugeordnet. Im städtischen Zeitalter löste es sich von der Monferrato-Herrschaft und gelangte in den Bereich der Visconti-Besitztümer.
Im Zuge des Pfälzischen Erbfolgekrieges wurde Valenza im September 1696 von französischen und savoyardischen Truppen unter Herzog Eugen von Savoyen belagert. Aufgrund des Vertrages von Vigevano zogen sie ergebnislos ab.
Aufgrund seiner Abhängigkeit vom Herzogtum Mailand war es in eine lange Reihe von Kriegen mit französischen und spanischen Gegnern verwickelt, denen es von Zeit zu Zeit ausgesetzt war. Zu Beginn des 18. Jahrhunderts wurde es von den Truppen von Vittorio Amedeo II., Herzog von Savoyen, erobert und 1796 wurde es auch Gegenstand der Eroberungen Napoleons. Bis 1814 blieb es unter französischer Herrschaft, litt dann aber unter den Auswirkungen der savoyischen Restauration, die zu einer erheblichen Verlangsamung seiner wirtschaftlichen Entwicklung führte.
Während der Einigung Italiens konzentrierte sich die Wirtschaft jedoch auf produzierende Tätigkeiten, die vor allem im Goldschmiedesektor entstanden. Der Anteil der exportierten Produktion liegt bei rund 80 % der Gesamtproduktion. Darüber hinaus verfügt die Stadt, seit 2017, über die größte Goldschmiedefabrik Europas. Die 15.000 m² große Bulgari-Fabrik der gleichnamigen Schmuckmarke befindet sich im ehemaligen Labor des Goldschmieds Francesco Caramora.
Zwischen 3. Juni 1914 und 20. Juni 1947 war der Bahnhof mit der Valenza-Straßenbahn, einer elektrischen Traktionslinie, die ihre Endstation an der zentralen Piazza Vittorio Emanuele hatte, mit dem Stadtzentrum verbunden. Auf der 2,324 km langen Strecke wurden 6 Stationen bedient.

## Sehenswürdigkeiten
- Die Überreste der antiken Umfassungsmauer.
- Die Kathedrale Santa Maria Maggiore aus dem 17. Jahrhundert.
- Die Kirche Santissima Annunziata, erbaut 1699.
- Die Kirche San Bernardino, die im 16. Jahrhundert erbaut und mehrmals umgebaut wurde.
- Das von Pietro Clerici entworfene und 1852 eingeweihte Gesellschaftstheater.
- Der Palazzo Valentino und der Palazzo Pellizzari.
- Der riesige Valentia-Komplex, der als Ort für politische Aktivitäten errichtet wurde.

## Kulinarische Spezialitäten
Bei Valenza werden Reben der Sorte Barbera angebaut, die für die Erzeugung des Barbera del Monferrato zugelassen sind.

## Gemeindepartnerschaften
- Rocca Imperiale, Italien

## Söhne und Töchter
- Peter Ludwig von Donatz (1782–1849), Schweizer Militär
- Mário Pasqualotto (* 1938), römisch-katholischer Geistlicher, emeritierter Weihbischof in Manaus
- Alfonso Badini Confalonieri (* 1944), römisch-katholischer Geistlicher, Bischof von Susa